# Angharad Evans
Angharad Evans (Cambridge, 25 de abril de 2003) es una deportista británica que compite en natación, especialista en el estilo braza.
Ganó una medalla de plata en el Campeonato Mundial de Natación en Piscina Corta de 2024, en la prueba de 4 × 100 m estilos. Participó en los Juegos Olímpicos de París 2024, ocupando el sexto lugar en la prueba de 100 m braza.
Estudió Ciencias Políticas en la Universidad de Georgia.

## Palmarés internacional
| Campeonato Mundial en Piscina Corta | Campeonato Mundial en Piscina Corta | Campeonato Mundial en Piscina Corta | Campeonato Mundial en Piscina Corta |
| Año                                 | Lugar                               | Medalla                             | Prueba                              |
| ----------------------------------- | ----------------------------------- | ----------------------------------- | ----------------------------------- |
| 2024                                | Budapest (Hungría)                  | Medalla de plata                    | 4 × 100 m estilos                   |